# Josef Rudinger Memorial Award
Der Josef Rudinger Memorial Award (auch Josef Rudinger Memorial Lecture Award) der European Peptide Society (EPS) ist ein Preis für Lebensleistung in Peptid- und Protein-Forschung.
Er ist nach dem tschechoslowakischen Biochemiker Josef Rudinger (1924–1975) benannt zu Ehren seiner Rolle bei der Gründung der European Peptide Symposia und seiner Beiträge zur Peptidchemie und wird seit 1984 alle zwei Jahre auf den European Peptide Symposia verliehen.
Der Preis wird von der PolyPeptide Group gesponsert.

## Preisträger
- 1984 Robert Schwyzer, ETH Zürich
- 1986 Erich Wünsch, MPI für Biochemie, München
- 1988 Günther Jung, Universität Tübingen
- 1990 R. Bruce Merrifield, Rockefeller University
- 1992 Viktor Mutt, Karolinska-Institut
- 1994 Robert C. Sheppard, MRC, Cambridge
- 1996 Ralph Hirschmann, University of Pennsylvania
- 1998 Shumpei Sakakibara, Peptide Institute, Osaka
- 2000 Bernard P. Roques, INSERM, Paris
- 2002 Sándor Bajusz, Kálmán Medzihradszky, IVAX-Institute of Drug Research, Lorand Eötvös Universität, Budapest
- 2004 Luis Moroder, MPI für Biochemie, Martinsried
- 2006 Ettore Benedetti, Universität Neapel, Claudio Toniolo, Universität Padua
- 2008 Horst Kessler, TU München, Manfred Mutter, EFPL, Lausanne
- 2010 Stephen B. H. Kent, University of Chicago
- 2012 David J. Craik, University of Queensland
- 2014 Ernest Giralt, Institute for Research in Biomedicine, Barcelona
- 2016 Jean Martinez, Universität Montpellier
- 2018 James P. Tam, Synzyme and Natural Products Center, Singapur[1]
- 2020 Herbert Waldmann, MPI für molekulare Physiologie, Dortmund[2]
- 2024 Fernando Albericio, Universität Barcelona, David Andreu, Universitat Pompeu Fabra, Barcelona[3]